# Vicariat apostolique de Pilcomayo
Le vicariat apostolique de Pilcomayo (en latin : Vicariatus Apostolicus Pilcomayoënsis ; en espagnol : Vicariato apostólico de Pilcomayo) est un vicariat apostolique de l'Église catholique au Paraguay directement soumis au Saint-Siège.

## Territoire

vicariat apostolique en rouge

Il comprend le département de Boquerón et une partie du département Presidente Hayes, le reste de ce département est dans le diocèse de Benjamín Aceval et le vicariat apostolique de Chaco Paraguayo.
Son territoire est d'une superficie de 125 000 km divisé en 6 paroisses. Le siège épiscopal est dans la ville de Mariscal Estigarribia où se trouve la cathédrale Notre-Dame.

## Histoire
La préfecture apostolique de Pilcomayo est érigé le 12 février 1925 par la lettre apostolique Expedit du pape Pie XI en prenant la région du Gran Chaco du vicariat apostolique de Chaco (aujourd'hui vicariat apostolique de Camiri en Bolivie). La mission est confiée aux Oblats de Marie-Immaculée. En 1933, ce territoire est perdu par la Bolivie au profil du Paraguay lors de la guerre du Chaco.
La préfecture est élevée au rang de vicariat apostolique le 14 juillet 1950, par la constitution apostolique Si per Evangelii du pape Pie XII. Pilcomayo cède une portion de territoire le 28 juin 1980 pour l'érection du diocèse de Benjamín Aceval.

## Évêques
- Josephus Rose, O.M.I (6 mai 1925 - 1927)
- Heinrich Breuer, O.M.I (1927 - 1932)
- Karl Walter Vervoort, O.M.I (27 février 1932 - 11 septembre 1961)
- Sinforiano Lucas Rojo, O.M.I (24 août 1962 - 24 janvier 1981)
- Pedro Shaw, O.M.I (22 avril 1981 - 21 juin 1984)
- Lucio Alfert, O.M.I (24 janvier 1986 - 18 novembre 2022)
  - Miguel Fritz, O.M.I (18 novembre 2022 - 15 avril 2025) (administrateur apostolique)
- Miguel Fritz, O.M.I. (15 avril 2025 - )